# Ussinggaard
Ussinggaard nævnes første gang i historien i det Herrens år 1499,da den hovedrige rigens hofmester Erik Ottesen Rosenkrantz skiftede med sine børn. Gården ligger ca. 9 km vestsydvest for Horsens i Korning Sogn i Hedensted Kommune. Hovedbygningen er opført i 1859. Ussinggaard Gods er på 223,3 hektar

## Ejere af Ussinggaard
- (før 1450) Knud Gyldenstierne
- (1450-1499) Erik Ottesen Rosenkrantz
- (1499-1510) Holger Eriksen Rosenkrantz
- (1510-1525) Otte Holgersen Rosenkrantz
- (1525) Anne Ottesdatter Rosenkrantz gift Gjøe
- (1525-1580) Albrecht Gjøe
- (1580-1589) Anne Ottosdatter Rosenkrantz gift Gjøe
- (1589-1595) Dorthe Albrechtsdatter Gjøe
- (1595-1623) Sophie Brahe gift (1) Munk (2) Sehested
- (1623-1636) Malte Sehested
- (1636-1657) Kirsten Munk
- (1657-1661) Kirsten Munks dødsbo
- (1661-1686) Clement Sørensen
- (1686) Maren Clementsdatter Sørensen gift Jensen
- (1686-1726) Niels Jensen
- (1726-1741) Anne Jensdatter Bagge gift Jensen
- (1741-1761) Gerhard Hansen de Lichtenberg
- (1761-1775) Jochum Rodenborg de Lichtenhielm
- (1775-1777) Bodil Gertsdatter de Lichtenberg gift (1) von Gersdorff (2) de Lichtenhielm
- (1777-1805) Christian Christoffer von Gersdorff
- (1805) Gerhardine Jochmine Christiansdatter von Gersdorff gift De Serène D`Acyueria
- (1805-1829) Joseph Louis Bruno David De Serène D`Acyueria
- (1829-1833) Hans Henrik Frellsen
- (1833-1854) Otto Frederik Ahlmann
- (1854-1872) Morten Frederik Vilhelm Lotz
- (1872-1880) Adolf Frederik Holten Castenschiold
- (1880-1881) Sigismunde Steinmann gift Castenschiold
- (1881-1896) Sigimund Fritz Castenschiold
- (1896-1922) Axel Henrik Castenschiold
- (1922-1931) S. P. Larsen
- (1931-1932) Jydsk Landhypotekforening
- (1932-1953) H. Ohm
- (1953-1959) H. Ohms dødsbo
- (1959-1965) Niels Charles Lilleør
- (1965-1975) Johan Valdemar Nilsson
- (1975-1983) Johan Valdemar Nilssons dødsbo
- (1983-1990) Niels Skou nr1
- (1990-1992) Niels Skous dødsbo
- (1992-1998) Niels Nielsen Skou nr2
- (1998-) Karl Peter Korsgaard Sørensen / Stella Sørensen